# Paranauphoeta nigra
Paranauphoeta nigra är en kackerlacksart som beskrevs av Bei-Bienko 1969. Paranauphoeta nigra ingår i släktet Paranauphoeta och familjen jättekackerlackor. Inga underarter finns listade i Catalogue of Life.